# Мальчики-рабы
«Мальчики-рабы» (англ.: «Boy Slaves») — американский фильм 1939 года режиссёра П. Дж. Вольфсона по автобиографическому рассказу Альберта Бейна.

## Сюжет
Мальчик Джесси Томпсон сбегает из дома надеясь заработать достаточно денег, чтобы прокормить свою мать. Он присоединяется к группе таких же мальчишек-босяков, которая встречает новенького насторожено; ребята бегут на Юг США.
Они находят работу на ферме на варке скипидара, но это скорее похоже на тюрьму — огороженный и охраняемый лагерь, с плохой едой и условиями жизни, где тяжёлый труд. И заработать им толком ничего не удаётся, а вскоре, задолжав в местном фирменном магазине-лавке, они не могут свободной уйти и вынуждены оплачивать всё растущие долги.
Оказавшись в состоянии фактического рабства, они решаются на бунт только после того, как один мальчик, упав в голодный обморок, получает травму — ему ампутируют руку. 
Их протест жестоко подавлен. Мальчики решают написать письмо об условиях своего содержания жене президента США, но письмо перехватывают.
Мальчики считают, что один из них — «стукач», и подозрения падают на Джесси, но позже обнаруживают другое… тотальная коррупция и круговая порука местной власти.
В конце фильма справедливость всё-таки торжествует, хозяина фермы мистера Олбо отдают под суд, и судья приносит мальчикам извинения от лица штата, отправляя их в государственный интернат.

«Мальчики-рабы» — мрачная маленькая мелодрама о пеонаже на фермах Юга. Это возмущенный документ, обвинительный акт (если можно так выразиться) современным работорговцам, которые милосердно освобождают местные тюрьмы от необходимости кормить бездомных мальчиков, предлагая им работу, а затем с помощью символических денег, долгов в фирменных магазинах, и грубой силы доводят их до состояния безнадёжного крепостничества.
Оригинальный текст (англ.)«Boy Slaves» is a grim little melodrama of peonage on the turpentine farms of the South. It is an indignant document, an indictment (if we may use an overworked word) of modern-day slavers who charitably relieve county jails of the necessity of feeding homeless boys by offering them employment and then proceed to bind them, through token money, scrip, company stores and brute force, to a condition of hopeless serfdom.
— кинокритик Фрэнк Наджент, из рецензии в газете «Нью-Йорк таймс», 1939 год

## В ролях
- Энн Ширли — Энни
- Роджер Дэниел — Джесси Томпсон
- Джеймс Маккэллион — Тим
- Уолтер Уорд — «Скряга»
- Чарльз Пауэрс — Лолли
- Джонни Фицджеральд — «Костяшки Пальцев»
- Фрэнк Мало — Томми
- Пол Уайт — Атлас
- Уолтер Тетли — Пи Ви
- Чарльз Лэйн — мистер Олби

В эпизодах (в титрах не указаны):
- Хелен МакКеллар — мать Джесси
- Карл Стокдейл — фермер
- Леона Робертс — фермерша
- Ирвинг Бэйкон — клерк магазина
- Джордж Брекстон — Харви
- ДеФорест Кован — Пинки
- Джимми Цанер — Фредди
- Расселл Хикс — адвокат мистера Олби
- Олин Хоуленд — Куки
- Дж. М. Кэрриган — кондуктор
- Фред Кёлер — босс на разгрузке
- Пол Гилфойл — водитель грузовика
- Фрэнк О’Коннор — представитель
- Джордж Чандлер — представитель
- Эдриан Моррис — полицейский
- Артур Хол — шериф
- Рой Гордон — судья

## Критика
Кинокритик Фрэнк Наджент в рецензии в газете «Нью-Йорк таймс» отметил, что «это интересный, тревожный и убедительно рассказанный фильм», резко отличающаяся от традиционных голливудских комедий о «крутом маленьком парне» присоединяющемся к хулиганистой дорожной банде:

Это не очень красивая картина, и его продюсер-режиссер, не успокаивает общественное сознание ни прологом, ни эпилогом, утверждая, что «события, описанные здесь, вымышлены» или больше не являются правдой. Непосредственный случай, которым он занимается, случай одной группы молодых жертв, заканчивается благополучно—по крайней мере, в какой-то степени. Но это никого не введет в заблуждение. Голливуд, для разнообразия, на самом деле встает на задние лапы и говорит, что с миром что-то не так.
Оригинальный текст (англ.)It is not a pretty picture, and P. J. Wolfson, its producer-director, does not salve the public conscience either by a prologue or epilogue affirming that «events herein depicted are fictional» or no longer are true. The immediate case it deals with, that of one group of young victims, ends happily—to a degree, at least. But no one will be misled by that. Hollywood, for a change, is actually standing up on its hind legs and saying that something is wrong with the world.

Журнал «Тайм» писал, что фильм стал большой киноновостью, поскольку стал очень редким фильмом для Голливуда, в развлекательности которого социальные темы обречены на забвение. Но фильм «терпит неудачу в правде, потому что его плохие характеры не человеческие, а чудовищные» и картина слабая «страдает от дилетантской актерской игры, сценария и режиссуры», делая вывод:

В общем, фильму можно аплодировать за то, что он пытается атаковать, а не компенсировать социальные беды США. Как пример тенденции фильм достоен похвалы. К сожалению, он также является индивидуальным продуктом, о котором следует судить по его достоинствам, и как таковой он удручающе тривиален.
Оригинальный текст (англ.)In general the movies may be applauded for trying to attack, instead of to compensate for, U. S. social ills. As examples of a trend, Boy Slaves and ". . . one-third of a nation" are commendable. Unfortunately, they are also individual products, to be judged according to their merits, and as such they are dishearteningly trivial.

## Рецензии
- Frank S. Nugent — THE SCREEN; 'Boy Slaves,' a Melodrama of Peonage, Opens at the Rialto--'St. Louis Blues" and 'Ambush' Shown // New York Times, Feb. 9, 1939
- Cinema: Social Insignificance // Time, Monday, Feb. 20, 1939